# Colin Beashel
Colin Beashel, född den 21 november 1959 i Sydney, är en australisk seglare.
Han tog OS-brons i starbåt i samband med de olympiska seglingstävlingarna 1996 i Atlanta.